# Élevage bovin en Argentine

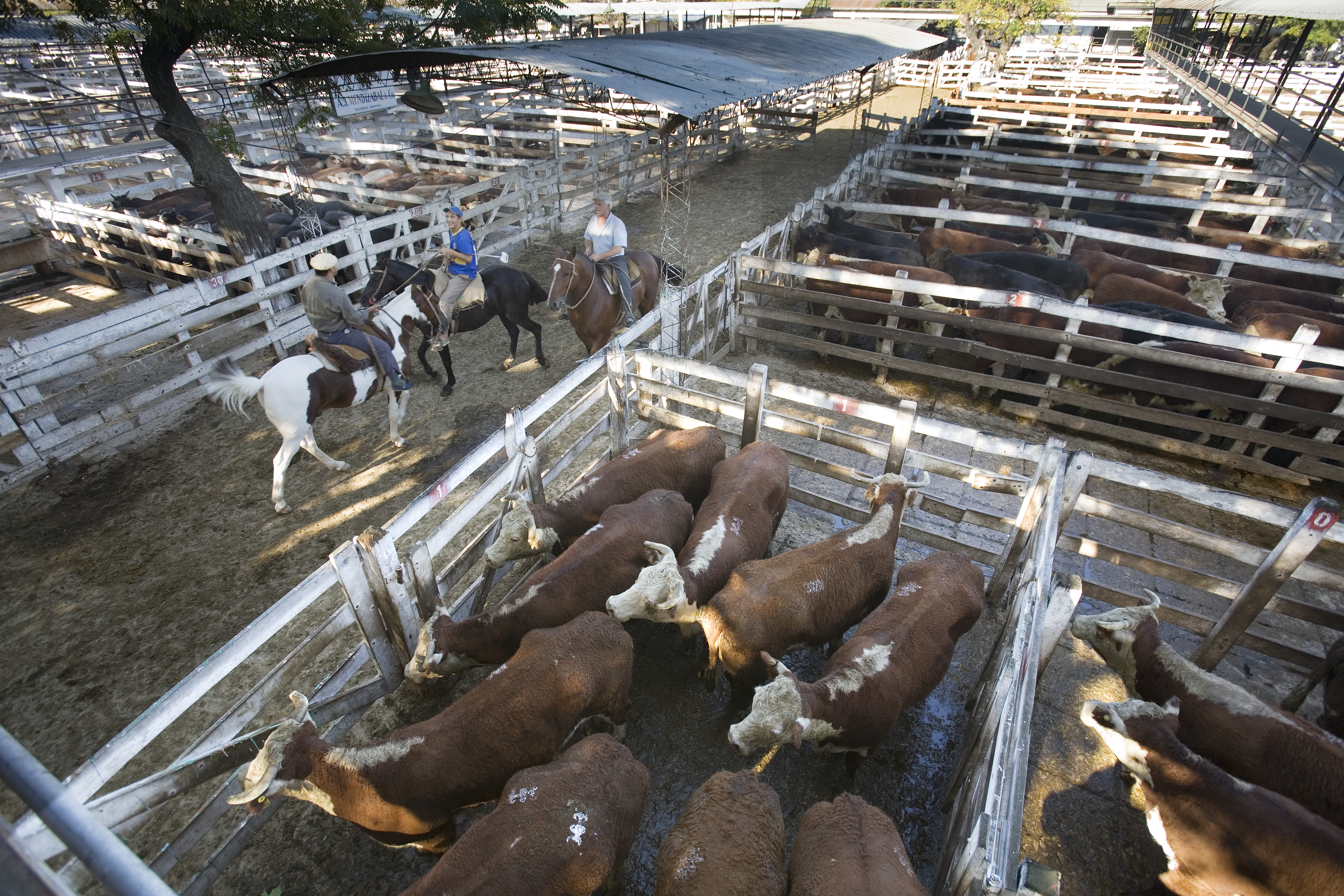
Marché aux bovins à Buenos-Aires.

L'élevage bovin en Argentine est une part importante de l'économie de l'Argentine.

## Historique
Les bovins n'existaient pas à l'état sauvage en Argentine. Ils sont introduits au XVIe siècle lors de l'arrivée des conquistadores espagnols. Il s'agit de races espagnoles. Le terroir original de la Pampa correspond bien à l'élevage et le développement des transports et de la réfrigération au XIXe siècle va permettre le développement du commerce de la viande.

## Races élevées

### Races autochtones
La criollo est issue des bovins espagnols introduits il y a plusieurs siècles. Elle est la seule race caractérisée de locale.

### Races importées
À partir du XIXe siècle, de nombreuses races plus productives sont importées d'Europe. Au cours du XXe siècle, des races métisses créées notamment aux États-Unis, sont venus enrichir le nombre de races. 
Liste non exhaustive : Aberdeen Angus, Belted Galloway, Blonde d'Aquitaine, Bonsmara, Braford, Brahman, Brangus, Charolais, Chianina, Criollo Agentino Patagonico, Criollo Chaqueño, Ganado Criollo Argentino, Guernsey, Herebu, Hereford, Holando Argentino, Holstein, Jersey, Limangus, Limousin, Normanda, Pardo Suizo, Piamontesa, Red Poll, Salers, Santa Gertrudis, Shorthorn, Simmental, Tuli, West Highland